# Sfingomielin
Sfingomielin je spojina ceramida in fosfoholina ali fosfoetanolamina in je sestavina celičnih membran in mielina. Pri ljudeh predstavlja okoli 80 % vseh sfingolipidov.

## Sestava
Pri ljudeh je sfingomielin edini fosfolipid celične membrane, ki ne nastane iz glicerola.
Kot vsi sfingolipidi, ima tudi sfingomielin ceramidno jedro (sfingozin, povezan preko amidne vezi z maščobno kislino). Nadalje vsebuje polarno komponento, ki jo predstavlja bodisi fosfoholin bodisi fosfoetanolamin.

## Pomen in mesta nahajanja
Vlogo sfingomielina so odkrili šele nedavno; pomemben je pri prevajanju dražljajev.
Plazemska membrana je bogata s sfingomielinom, zlasti na eksoplazemski strani. Obstajajo dokazi, da se nahaja v večjih količinah tudi na notranji strani celične membrane.. Encim, ki razgrajuje sfingomielin do ceramida, nevtralno sfingomielinazo-2, so našli izključno na notranji strani membrane, kar dodatno nakazuje, da se sfingomielin nahaja tam.

## Motnje in z njimi povezane bolezni
Pri redki dedni motnji, Niemann-Pickovi bolezni tipa A ali B, prihaja do kopičenja sfingomielina. Vzrok je pomanjkanje encima sfingomielinaze in se zato sfingomielin kopiči v vranici, jetrih, pljučih, kostnem mozgu in možganih, kjer povzroča nepovratne nevrolopke poškodbe. Tip A se pojavlja pri dojenčkih in zanjo so značilni pojav zlatenice, povečanje jeter ter prisotnost možganskih poškodb. Oboleli otroci le redko živijo dlje od 18 mesecev. Pri tipu B pride v prednajstniški starosti do povečanja jeter in vranice. Možgani niso prizadeti. Pri večini bolnikov so ravni encima manjše od 1 % normalnih vrednosti.
Prekomerne količine sfingomielina v rdečih krvničkah (npr. pri abetalipoproteinemiji) se kopičijo ob zunanji strani celične membrane, kar povzroči nenormalno obliko rdečih krvničk. Tako spremenjene rdeče krvne celice se imenujejo akantociti.

## Galerija slik
- Model kroglic in paličic sfingomielina
- Skeletna formula sfingomielina
- Ceramid
- Sfingozin